# Cléguer
Cléguer (bret. Kleger) to miejscowość i gmina we Francji, w regionie Bretania, w departamencie Morbihan.
Według danych na rok 1990 gminę zamieszkiwało 3009 osób, a gęstość zaludnienia wynosiła 94 osoby/km² (wśród 1269 gmin Bretanii Cléguer plasuje się na 180. miejscu pod względem liczby ludności, natomiast pod względem powierzchni na miejscu 246.).